# Поугарје
Поугарје је подугачко, али релативно уско подручје дуж ријеке Угар (до 1878 Брзица), између планина Влашић и Ранча, са 20-ак села и заселака. Протеже се од Витовља, под Корићанским и Угарским стијенама, до ушћа Угрића у дубоком кањону испод Кнежева. Ниско Поугарје је дуж ријеке, а околне падине локално се називају Високо Поугарје.
Поугарје (посебно обронци Ранче) је богато четинарским и мјешовитим листопадно-четинарским шумама. Горњи и средњи дио слива Угра још увијек има карактер салмонидних вода; сада само постоји (поточна пастрмка) и ријетко младица, а липљен је (у новијој историји) скоро нестао. Након изградње ХЕ Бочац, узводно даље нападају и циприниде; у неким сезонама све до Витовља. У околним шумама, између осталог, живи и крупна дивљач (лисица, вук, дивља свиња, медвјед и др. У шипражју код ушћа Иломске, у заштићеном, ловишту, формирана је и исхрана звјери (укључујући јата гавранова). Пејзаж прије ушћа Иломска је нарочито атрактиван, са два скривена водопада, око три километра узводно. Већи је висок чак 40 м, a (због конфигурације терена) сасвим је неупадљив с околног платоа.
Главнина Поугарје налази се у општини Добретићи.